# Балірана
Баліра́на (кат. Vallirana, вимова літературною каталанською [bəʎi'ɾanə]) - муніципалітет, розташований в Автономній області Каталонія, в Іспанії. Код муніципалітету за номенклатурою Інституту статистики Каталонії - 82956. Знаходиться у районі (кумарці) Баш-Любрагат (коди району - 11 та BT) провінції Барселона, згідно з новою адміністративною реформою перебуватиме у складі баґарії (округи) Барселона. 

## Назва муніципалітету
Назва муніципалітету походить від лат. Valeriāna (власне ім'я).

## Населення
Населення міста (у 2007 р.) становить 13.326 осіб (з них менше 14 років - 17,7%, від 15 до 64 - 70,2%, понад 65 років - 12,1%). У 2006 р. народжуваність склала 200 осіб, смертність - 98 осіб, зареєстровано 68 шлюбів. У 2001 р. активне населення становило 4.908 осіб, з них безробітних - 359 осіб.

Серед осіб, які проживали на території міста у 2001 р., 6.527 народилися в Каталонії (з них 2.062 особи у тому самому районі, або кумарці), 2.814 осіб приїхало з інших областей Іспанії, а 525 осіб приїхало з-за кордону. 

Вищу освіту має 11,4% усього населення. 

У 2001 р. нараховувалося 3.268 домогосподарств (з них 13,4% складалися з однієї особи, 27,6% з двох осіб,24,5% з 3 осіб, 23,8% з 4 осіб, 6,9% з 5 осіб, 2,3% з 6 осіб, 1% з 7 осіб, 0,3% з 8 осіб і 0,2% з 9 і більше осіб).

Активне населення міста у 2001 р. працювало у таких сферах діяльності : у сільському господарстві - 0,3%, у промисловості - 29,4%, на будівництві - 11,7% і у сфері обслуговування - 58,6%. 

 У муніципалітеті або у власному районі (кумарці) працює 2.755 осіб, поза районом - 2.837 осіб.

### Доходи населення
У 2002 р. доходи населення розподілялися таким чином :
| \| Доходи населення за статтями доходів \| Доходи населення за статтями доходів \| Доходи населення за статтями доходів \| \| Рік \| 2002 р. \| 2001 р. \| \| ------------------------------------ \| ------------------------------------ \| ------------------------------------ \| \| Заробітна платня \| 59,8% \| 62,2% \| \| Доходи від ведення бізнесу \| 29,4% \| 27,2% \| \| Соціальна допомога \| 10,8% \| 10,6% \| |         |         |
| Доходи населення за статтями доходів |         |         |
| Рік | 2002 р. | 2001 р. |
| Заробітна платня | 59,8%   | 62,2%   |
| Доходи від ведення бізнесу | 29,4%   | 27,2%   |
| Соціальна допомога | 10,8%   | 10,6%   |

### Безробіття
У 2007 р. нараховувалося 473 безробітних (у 2006 р. - 507 безробітних), з них чоловіки становили 33,6%, а жінки - 66,4%.

## Економіка
У 1996 р. валовий внутрішній продукт розподілявся по сферах діяльності таким чином :
| \| Валовий внутрішній продукт \| Валовий внутрішній продукт \| Валовий внутрішній продукт \| \| Рік \| 1996 р. \| 1991 р. \| \| -------------------------- \| -------------------------- \| -------------------------- \| \| Сільське господарство \| 0,1% \| 0% \| \| Промисловість \| 33,6% \| 0% \| \| Будівництво \| 12,7% \| 0% \| \| Послуги \| 53,6% \| 0% \| |         |         |
| Валовий внутрішній продукт |         |         |
| Рік | 1996 р. | 1991 р. |
| Сільське господарство | 0,1%    | 0%      |
| Промисловість | 33,6%   | 0%      |
| Будівництво | 12,7%   | 0%      |
| Послуги | 53,6%   | 0%      |

### Підприємства міста

#### Промислові підприємства
| \| Промислові підприємства міста, за сферою діяльності \| Промислові підприємства міста, за сферою діяльності \| Промислові підприємства міста, за сферою діяльності \| \| Рік \| 2002 р. \| 2001 р. \| \| --------------------------------------------------- \| --------------------------------------------------- \| --------------------------------------------------- \| \| Енергетичні та водні ресурси \| 4,8% \| 5,3% \| \| Хімія та метали \| 13,3% \| 14,7% \| \| Переробка металів \| 47% \| 48% \| \| Продукти харчування \| 3,6% \| 4% \| \| Текстиль \| 9,6% \| 10,7% \| \| Виробництво меблів, видання \| 10,8% \| 9,3% \| \| Інше \| 10,8% \| 8% \| \| Усього підприємств \| 83 \| 75 \| |         |         |
| Промислові підприємства міста, за сферою діяльності |         |         |
| Рік | 2002 р. | 2001 р. |
| Енергетичні та водні ресурси | 4,8%    | 5,3%    |
| Хімія та метали | 13,3%   | 14,7%   |
| Переробка металів | 47%     | 48%     |
| Продукти харчування | 3,6%    | 4%      |
| Текстиль | 9,6%    | 10,7%   |
| Виробництво меблів, видання | 10,8%   | 9,3%    |
| Інше | 10,8%   | 8%      |
| Усього підприємств | 83      | 75      |

#### Роздрібна торгівля
| \| Підприємства роздрібної торгівлі міста, за сферою діяльності \| Підприємства роздрібної торгівлі міста, за сферою діяльності \| Підприємства роздрібної торгівлі міста, за сферою діяльності \| \| Рік \| 2002 р. \| 2001 р. \| \| ------------------------------------------------------------ \| ------------------------------------------------------------ \| ------------------------------------------------------------ \| \| Продукти харчування \| 32,6% \| 33,1% \| \| Одяг та взуття \| 18,6% \| 18,8% \| \| Товари для дому \| 17,8% \| 17,3% \| \| Книги та періодичні видання \| 2,3% \| 3% \| \| Промислова хімічна продукція \| 7,8% \| 7,5% \| \| Продукція, пов'язана з транспортними засобами \| 4,7% \| 3,8% \| \| Інше \| 16,3% \| 16,5% \| \| Усього підприємств \| 129 \| 133 \| |         |         |
| Підприємства роздрібної торгівлі міста, за сферою діяльності |         |         |
| Рік | 2002 р. | 2001 р. |
| Продукти харчування | 32,6%   | 33,1%   |
| Одяг та взуття | 18,6%   | 18,8%   |
| Товари для дому | 17,8%   | 17,3%   |
| Книги та періодичні видання | 2,3%    | 3%      |
| Промислова хімічна продукція | 7,8%    | 7,5%    |
| Продукція, пов'язана з транспортними засобами | 4,7%    | 3,8%    |
| Інше | 16,3%   | 16,5%   |
| Усього підприємств | 129     | 133     |

#### Сфера послуг
| \| Підприємства міста, що працюють у сфері послуг, за діяльністю \| Підприємства міста, що працюють у сфері послуг, за діяльністю \| Підприємства міста, що працюють у сфері послуг, за діяльністю \| \| Рік \| 2002 р. \| 2001 р. \| \| ------------------------------------------------------------- \| ------------------------------------------------------------- \| ------------------------------------------------------------- \| \| Гуртова торгівля \| 10,2% \| 10,2% \| \| Готелі та готельний бізнес \| 11,5% \| 11,1% \| \| Транспорт та зв'язок \| 35% \| 34,2% \| \| Посередницькі фінансові послуги \| 1,5% \| 1,6% \| \| Послуги підприємствам \| 5,1% \| 4,6% \| \| Послуги фізичним особам \| 21,2% \| 22,1% \| \| Нерухомість та ін. \| 15,3% \| 16,2% \| \| Усього підприємств \| 391 \| 371 \| |         |         |
| Підприємства міста, що працюють у сфері послуг, за діяльністю |         |         |
| Рік | 2002 р. | 2001 р. |
| Гуртова торгівля | 10,2%   | 10,2%   |
| Готелі та готельний бізнес | 11,5%   | 11,1%   |
| Транспорт та зв'язок | 35%     | 34,2%   |
| Посередницькі фінансові послуги | 1,5%    | 1,6%    |
| Послуги підприємствам | 5,1%    | 4,6%    |
| Послуги фізичним особам | 21,2%   | 22,1%   |
| Нерухомість та ін. | 15,3%   | 16,2%   |
| Усього підприємств | 391     | 371     |

## Житловий фонд
У 2001 р. 5,6% усіх родин (домогосподарств) мали житло метражем до 59 м2, 30,1% - від 60 до 89 м2, 37,9% - від 90 до 119 м2 і
26,3% - понад 120 м2.

З усіх будівель у 2001 р. 56,5% було одноповерховими, 34,8% - двоповерховими, 6
% - триповерховими, 1,5% - чотириповерховими, 0,8% - п'ятиповерховими, 0,3% - шестиповерховими,
0% - семиповерховими, 0% - з вісьмома та більше поверхами.

## Автопарк
| \| Автомобілі, зареєстровані у місті, за призначенням \| Автомобілі, зареєстровані у місті, за призначенням \| Автомобілі, зареєстровані у місті, за призначенням \| \| Рік \| 2006 р. \| 2005 р. \| \| -------------------------------------------------- \| -------------------------------------------------- \| -------------------------------------------------- \| \| Приватні автомобілі \| 67% \| 68,1% \| \| Мотоцикли \| 11,6% \| 10,7% \| \| Вантажівки \| 15,9% \| 15,9% \| \| Трактори \| 1% \| 0,9% \| \| Автобуси та ін. \| 4,6% \| 4,4% \| \| Усього автомобілів \| 9.977 шт. \| 9.382 шт. \| |           |           |
| Автомобілі, зареєстровані у місті, за призначенням |           |           |
| Рік | 2006 р.   | 2005 р.   |
| Приватні автомобілі | 67%       | 68,1%     |
| Мотоцикли | 11,6%     | 10,7%     |
| Вантажівки | 15,9%     | 15,9%     |
| Трактори | 1%        | 0,9%      |
| Автобуси та ін. | 4,6%      | 4,4%      |
| Усього автомобілів | 9.977 шт. | 9.382 шт. |

## Вживання каталанської мови
У 2001 р. каталанську мову у місті розуміли 94,6% усього населення (у 1996 р. - 95,7%), вміли говорити нею 73,5% (у 1996 р. - 
72,8%), вміли читати 73,3% (у 1996 р. - 72,1%), вміли писати 47,4
% (у 1996 р. - 45,9%). Не розуміли каталанської мови 5,4%.

## Політичні уподобання
У виборах до Парламенту Каталонії у 2006 р. взяло участь 4.854 особи (у 2003 р. - 4.964 особи). Голоси за політичні сили розподілилися таким чином:
| \| Вибори до Парламенту Каталонії \| Вибори до Парламенту Каталонії \| Вибори до Парламенту Каталонії \| \| Рік \| 2006 р. \| 2003 р. \| \| -------------------------------------- \| ------------------------------ \| ------------------------------ \| \| Конвергенція та Єднання (CiU) \| 33% \| 34,5% \| \| Соціалістична партія Каталонії (PSC) \| 28,8% \| 32,4% \| \| Народна партія (PP) \| 10,3% \| 10,3% \| \| Ініціатива за Каталонію — Зелені (ICV) \| 9,3% \| 6,3% \| \| Республіканська лівиця Каталонії (ERC) \| 13,6% \| 15,6% \| \| Громадяни — Громадянська партія (C's) \| 2,7% \| 0% \| \| Інші \| 2,2% \| 0,9% \| |         |         |
| Вибори до Парламенту Каталонії |         |         |
| Рік | 2006 р. | 2003 р. |
| Конвергенція та Єднання (CiU) | 33%     | 34,5%   |
| Соціалістична партія Каталонії (PSC) | 28,8%   | 32,4%   |
| Народна партія (PP) | 10,3%   | 10,3%   |
| Ініціатива за Каталонію — Зелені (ICV) | 9,3%    | 6,3%    |
| Республіканська лівиця Каталонії (ERC) | 13,6%   | 15,6%   |
| Громадяни — Громадянська партія (C's) | 2,7%    | 0%      |
| Інші | 2,2%    | 0,9%    |

У муніципальних виборах у 2007 р. взяло участь 5.184 особи (у 2003 р. - 5.098 осіб). Голоси за політичні сили розподілилися таким чином:
| \| Муніципальні вибори \| Муніципальні вибори \| Муніципальні вибори \| \| Рік \| 2007 р. \| 2003 р. \| \| -------------------------------------- \| ------------------- \| ------------------- \| \| Конвергенція та Єднання (CiU) \| 41,9% \| 51,7% \| \| Соціалістична партія Каталонії (PSC) \| 29,4% \| 26,6% \| \| Народна партія (PP) \| 5,6% \| 7,1% \| \| Ініціатива за Каталонію — Зелені (ICV) \| 7,4% \| 0% \| \| Республіканська лівиця Каталонії (ERC) \| 13,2% \| 11,3% \| \| Громадяни — Громадянська партія (C's) \| 0% \| 0% \| \| Інші \| 2,5% \| 3,4% \| |         |         |
| Муніципальні вибори |         |         |
| Рік | 2007 р. | 2003 р. |
| Конвергенція та Єднання (CiU) | 41,9%   | 51,7%   |
| Соціалістична партія Каталонії (PSC) | 29,4%   | 26,6%   |
| Народна партія (PP) | 5,6%    | 7,1%    |
| Ініціатива за Каталонію — Зелені (ICV) | 7,4%    | 0%      |
| Республіканська лівиця Каталонії (ERC) | 13,2%   | 11,3%   |
| Громадяни — Громадянська партія (C's) | 0%      | 0%      |
| Інші | 2,5%    | 3,4%    |